# Edward Theodore Newell
Edward Theodore Newell (Kenosha, 1886 – 1941) è stato un numismatico statunitense.
Newell è stato il presidente dell'American Numismatic Society dal 1916 al 1941, quello che ha ricoperto più a lungo questa carica.

## Biografia
Nato nel Wisconsin, ha frequentato l'università di Yale, dove ha preso il suo baccalaureato nel 1907 e il master due anni dopo. Qui all'università Newell divenne membro dell'ANS e nel 1910, ad appena 24 anni divenne membro del consiglio della società. Sei anni dopo ne fu eletto presidente, carica che ha ricoperto fino alla sua morte.
Newell è stato considerato uno dei maggiori esperti mondiali sulla monetazione di Alessandro Magno e su quella dei suoi successori.
La sua collezione personale fu considerata una delle maggiori collezioni private di monete greche, collezione che alla sua morte ha lasciato in eredità all'ANS.
È stato un autore particolarmente prolifico con oltre 30 monografie, altre a una quantità innumerevole di articoli e molti manoscritti non pubblicati. Nel 1925 gli fu conferita la medaglia della Royal Numismatic Society.

## Pubblicazioni
- The Dated Alexander Coinage of Sidon and Ake. Yale Oriental Series, Researches 2. New Haven: Yale University Press, 1916.
- Octobols of Histiaea. Numismatic Notes and Monographs no. 2. New York: American Numismatic Society, 1921.
- Alexander Hoards I. Introduction and Kyparissia Hoard. Numismatic Notes and Monographs no. 3. New York: American Numismatic Society, 1921.
- The First Seleucid Coinage of Tyre. Numismatic Notes and Monographs no. 10. New York: American Numismatic Society, 1921.
- Alexander Hoards II. Demanhur Hoard. Numismatic Notes and Monographs no. 19. New York: American Numismatic Society, 1923.
- Alexander Hoards III. Andritsaena. Numismatic Notes and Monographs no. 21. New York: American Numismatic Society, 1923.
- Tyrus Rediviva. New York: American Numismatic Society, 1923.
- Mithradates of Parthia and Hyspaosines of Characene: A Numismatic Palimpsest. Numismatic Notes and Monographs no. 26. New York: American Numismatic Society, 1925.
- Some Unpublished Coins of Eastern Dynasts. Numismatic Notes and Monographs no. 30. New York: American Numismatic Society, 1926.
- The Coinage of Demetrius Poliorcetes. London: Oxford University Press, 1927.
- Two Recent Egyptian Hoards — Delta and Keneh. Numismatic Notes and Monographs no. 33. New York: American Numismatic Society, 1927.
- Alexander Hoards IV. Olympia. Numismatic Notes and Monographs no. 39. New York: American Numismatic Society, 1929.
- The Küchük Köhne Hoard. Numismatic Notes and Monographs no. 46. New York: American Numismatic Society, 1931.
- The Fifth Dura Hoard. Numismatic Notes and Monographs no. 58. New York: American Numismatic Society, 1933.
- Two Hoards from Minturno. Numismatic Notes and Monographs no. 60. New York: American Numismatic Society, 1933.
- A Hoard from Siphnos. Numismatic Notes and Monographs no. 64. New York: American Numismatic Society, 1934.
- Five Greek Bronze Coin Hoards. Numismatic Notes and Monographs no. 68. New York: American Numismatic Society, 1935.
- The Seleucid [!] Coinages of Tyre: A Supplement. Numismatic Notes and Monographs no. 73. New York: American Numismatic Society, 1936.
- The Pergamene Mint under Philetaerus. Numismatic Notes and Monographs no. 76. New York: American Numismatic Society, 1936.
- Royal Greek Portrait Coins: Being an Illustrated Treatise on the Portrait Coins of the Various Kingdoms, and Containing Historical References to Their Coinages, Mints, and Rulers. New York: W. Raymond, Inc., 1937.
- Miscellanea Numsimatica: Cyrene to India. Numismatic Notes and Monographs no. 82. New York: American Numismatic Society, 1938.
- The Coinage of the Eastern Seleucid Mints, from Seleucus I to Antiochus III. Numismatic Studies no. 1. New York: American Numismatic Society, 1938.
- Late Seleucid Mints in Ake-Ptolemais and Damascus. Numismatic Notes and Monographs no. 84. New York: American Numismatic Society, 1939.
- The Coinage of the Western Seleucid Mints from Seleucus I to Antiochus III. (with Alfred R. Bellinger). Numismatic Studies no. 4. New York: American Numismatic Society, 1941.
- The Byzantine Hoard of Lagbe. Numismatic Notes and Monographs no. 105. New York: American Numismatic Society, 1945.
- Noe, Sydney P. The Alexander coinage of Sicyon. (Arranged from notes of Edward T. Newell, with comments and additions by S.P. Noe.). Numismatic Studies no. 6. New York: American Numismatic Society, 1950.